# Vesuna Corona
La Vesuna Corona è una struttura geologica della superficie di Venere.